# Джибри
Джибрите (пращина, комина, кюспе) са суровина за приготвяне на алкохолни дестилати. Изходната суровина обикновено са добре узрели плодове, които се смачкват и се слагат в съдове за ферментация и ферментират за определен период, когато могат да бъдат дестилирани. Препоръчва се съдовете да са дървени или от материал, който не реагира с плодовите киселини.
Освен плодове може да се използват и зърнени продукти – ечемик, жито, ръж, т.е всякакви източници на моно- и полизахариди, които дрождите преобразуват до етанол. От дървесина се получава дървесен спирт (метанол).

## История
Древните гърци и римляни са използвали джибри, за да създадат вино, което по-късно става известно като пикет във Франция и граспия или вино Пиколо във Венето. Това е по-ниско качество вино, което обикновено се дава на роби и обикновени работници. След двукратното пресоване на виненото грозде джибрите се накисват във вода за един ден и се пресоват за трети път. Получената течност се смесва с повече вода, за да се получи рядко, слабо и утоляващо жаждата вино.

## Употреба
Ябълковото джибри често се използва за производството на пектин и може да се използва за направата на сайдер, слаб сайдер, както и бял сайдер, силна и безцветна алкохолна напитка.